# Mackinlaya macrosciadea
Mackinlaya macrosciadea är en araliaväxtart som först beskrevs av F.Muell., och fick sitt nu gällande namn av F.Muell. Mackinlaya macrosciadea ingår i släktet Mackinlaya och familjen Araliaceae. Inga underarter finns listade.